# 27 képtelen történet
A 27 képtelen történet (Stories: All-New Tales) egy 2010-ben megjelent novellaantológia, melyet a Headline Reviews adott ki. A kötetet Neil Gaiman és Al Sarrantonio szerkesztették. A könyv a legismertebb, kortárs angolszász szerzőktől tartalmaz történeteket. Magyarországon a Metropolis Media adta ki a kötetet 2011-ben.

## Novellák
- Roddy Doyle: Vér (Blood)
- Joyce Carol Oates: Megkövült alakok (Fossil-Figures)
- Joanne Harris: Futótűz Manhattanben (Wildfire in Manhattan)
- Neil Gaiman: Az igazság egy barlang a fekete hegyen (Truth is a Cave in the Black Mountains)
- Michael Marshall Smith: Aki nem hisz (Unbelief)
- Joe R. Lansdale: Hullanak a csillagok (The Stars are Falling)
- Walter Mosley: Juvenal Nyx (Juvenal Nyx)
- Richard Adams: A kés (The Knife)
- Jodi Picoult: Súly és magasság (Weights and Measures)
- Michael Swanwick: Tündér-tó (Goblin Lake)
- Peter Straub: Mallon, a guru (Mallon the Guru)
- Lawrence Block: Fogd meg, ereszd el (Catch and Release)
- Jeffrey Ford: Pöttyös szoknya, holdfény (Polka-Dots and Moonbeams)
- Chuck Palahniuk: Lúzer (The Loser)
- Diana Wynne Jones: Samantha naplója (Samantha’s Diary)
- Stewart O’Nan: Eltűntek földje (Land of the Lost)
- Gene Wolfe: Leifet rázza a szél (Leif in the Wind)
- Carolyn Parkhurst: Múló rosszullét (Unwell)
- Kat Howard: Regényes élet (A Life in Fictions)
- Jonathan Carroll: Kezdődjék a múlt (Let the Past Begin)
- Jeffrey Deaver: A pszichológus (The Therapist)
- Tim Powers: Párhuzamosok (Parallel Lines)
- Al Sarrantonio: Az orrkultusz (The Cult of the Nose)
- Kurt Andersen: A kém (Human Intelligence)
- Michael Moorcock: Történetek (Stories)
- Elizabeth Hand: McCauley Bellerophonjának első repülőútja (Maiden Flight of McCauley’s Bellerophon)
- Joe Hill: Az ördög a lépcsőn (Devil on the Staircase)

## Magyarul
- 27 képtelen történet. Neil Gaiman és Al Sarrantonio antológiája. Mesék felnőtteknek; szerk. Neil Gaiman, Al Sarrantonio; Metropolis Media, Bp., 2011

## Díjak, elismerések
- Shirley Jackson-díj
- World Fantasy díj (jelölés)
- Libri Aranykönyv-díj (külföldi szépirodalmi szerzők kategória, 5. helyezett)

## Külső hivatkozások
- Kritika a kötetről az SF.mag jóvoltából.
- Neil Gaiman és Al Sarrantonio: 27 képtelen történet Archiválva 2012. március 15-i dátummal a Wayback Machine-ben